# Nexus Mods
Nexus Mods — це веб-сайт, який дозволяє користувачам розміщувати та завантажувати модифікації комп'ютерних ігор та інструменти для їх створення. Це один із найбільших веб-сайтів із модифікації ігор в інтернеті, станом на листопад 2023 року налічував понад 35 мільйонів зареєстрованих користувачів та більше 487 тисяч файлів. 

## Історія
У серпні 2001 року Робін Скотт та його друг створили фан-сайт по грі The Elder Scrolls III: Morrowind під назвою «Morrowind Chronicles», де розміщували контент та модифікації. Коли сайт здобув неабиякої популярності, засновники вирішили утворити компанію під назвою GamingSource та створити новий сайт під назвою TESSource, який дозволяв користувачам завантажувати свої модифікації для серії ігор The Elder Scrolls. Незабаром, 2007 року, Скотт вирішив заснувати власний веб-сайт під назвою TESNexus на основі TESSource, де розміщувались модифікації для різних ігор. Так, вже на початку 2017 року, майданчик підтримував понад 200 додаткових ігор.